# Csizi János
Csizi János (Mártonfalva, 1840. január 8. – Hanva, 1876. augusztus 28.) református lelkész, költő.

## Élete
Csizi János és Póczai Juliánna tanító szülők gyermeke. Tanulmányait Rimaszombatban kezdte 1851 októberében, ahonnan egy év múlva apja Miskolcra vitte, ahol 1855-ig a főgimnázium tanulója volt, majd a teológiai szakra Sárospatakra ment. 1862. április 5-én a Bereg megyében levő n.-tarpai református egyházban három éven keresztül viselt tanitói hivatalt, a népes egyházközönség teljes elismerése mellett. 1865-ben a kápláni, majd 1866-ban ugyancsak Debrecenben a papi vizsgát jelesül letévén, barkasszói segédlelkész lett, ahol a hívek általános megbecsülésében részesült. Egy évi itt lakása után visszament szülőmegyéjébe, ahol Hanvára, a beteg Tompa Mihály mellé jutott, ahol két évig, Jánosiban szintén két évig segédlelkészkedett. Mint ilyet, itt érte a gömörszkárosi egyház által rendes lelkészül lett megválasztatása. Öt évi itt lakása után, 1875 őszén Hanvára választatott meg, s ezen hivatalát 1876 április havában foglalta el, azonban bekövetkezett halála, s az idő rövidsége, nem engedte azon tervek kivitelét, melyeket maga elé tűzött. Agykórlob okozta elhunytát. Temetése 1876. augusztus 30-ikán ment végbe a helybeli és vidéki közönség nagy részvéte mellett. A szertartást Szentpétery József segédlelkész végezte. 
Ifjabb éveiben költészettel is foglalkozott, a Vasárnapi Ujságban (1863. 1872.) figyelmet keltő versei és cikkei jelentek meg, valamint elbeszéléseket is irt.